# 溪口樓
24°01′36.37″N 117°04′48.49″E / 24.0267694°N 117.0801361°E
溪口樓位於福建詔安縣官陂鎮，始建於明朝建文二年1400年，清朝康熙三年1664年擴建。生土樓前弧台後橢圓。樓內上下五世祖道文、道行祖祠連一體，樓外圈有突出的四個角樓，造型奇特。門前台階有七嵌，為了後代子孫謹記張廖姓七嵌祖訓。2006年遭受強烈熱帶風暴碧利斯大水襲擊摧毀。